# 7102 Neilbone
7102 Neilbone è un asteroide della fascia principale. Scoperto nel 1936, presenta un'orbita caratterizzata da un semiasse maggiore pari a 3,0864285 UA e da un'eccentricità di 0,2520558, inclinata di 18,65347° rispetto all'eclittica.
L'asteroide è dedicato all'astronomo britannico Neil Bone, fondatore della Society for Popular Astronomy.